# Fornax (constelación)
Fornax o el Horno es una constelación austral que fue introducida por Nicolas Louis de Lacaille bajo el nombre de Fornax Chemica (latín para horno químico).

## Características destacables

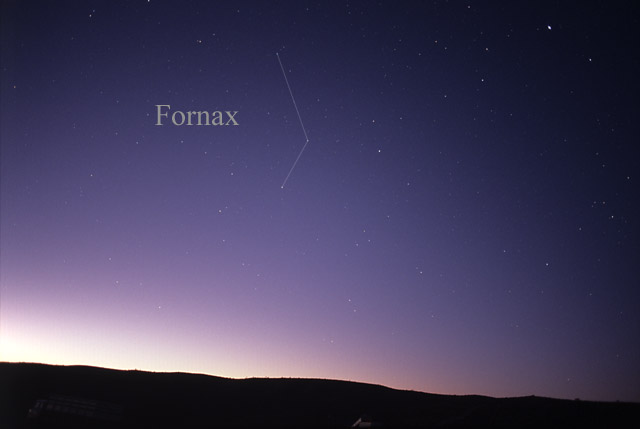
Constelación de Fornax

Solo hay una estrella en la constelación con magnitud visual inferior a 4, α Fornacis (llamada Fornacis o Dalim, su nombre oficial), una binaria compuesta por una subgigante amarilla y una enana amarilla menos luminosa que el Sol. Las dos estrellas completan una órbita alrededor del centro de masas común cada 268 años. El sistema se encuentra a 45,6 años luz de la Tierra.
La segunda estrella más brillante es β Fornacis, una gigante amarilla de tipo espectral G9IIIb 55 veces más luminosa que el Sol.
ν Fornacis, tercera estrella más brillante de Fornax, es una variable Alfa2 Canum Venaticorum de tipo  	B9.5IIIspSi. Tiene una temperatura superficial de 12 900 K y una masa 3,62 veces mayor que la del Sol.
Le sigue en brillo ω Fornacis, de tipo espectral B9Va y 268 veces más luminosa que el Sol.
Otra estrella de interés es κ Fornacis, análogo solar cuyo tipo espectral (G2V), temperatura efectiva, luminosidad y metalicidad son iguales a los del Sol; parece tener una compañera estelar a una distancia media de 10,9 ua.
Otro análogo solar en Fornax, λ2 Fornacis, posee un planeta. Con una masa similar a la de Neptuno, orbita a una distancia media de 0,14 ua respecto a la estrella, un 36 % de la distancia que hay entre Mercurio y el Sol.
HD 20868, llamada Intan de acuerdo a la UAI, es una subgigante naranja con un planeta cuya órbita es una de las más excéntricas entre los planetas extrasolares conocidos (ε = 0,75).
Otra estrella de la constelación, HR 858, alberga un sistema planetario con al menos tres planetas. Todos ellos orbitan cerca de la estrella y parecen ser de tipo «supertierra».
Distante 21 años luz, LP 944-20 es una enana marrón de tipo M9.5Ve cuya atmósfera contiene mucho litio así como nubes de polvo.
También se han detectado llamaradas de rayos X procedentes de este objeto.
Entre las variables de la constelación, R Fornacis es una estrella de carbono 6400 veces más luminosa que el Sol que se encuentra a unos 2000 años luz de distancia.
En cambio, AE Fornacis es una binaria eclipsante formada por dos enanas naranjas muy parecidas, de tipo K7V, cuyo período orbital es de solo 0,918 días (22,03 horas).

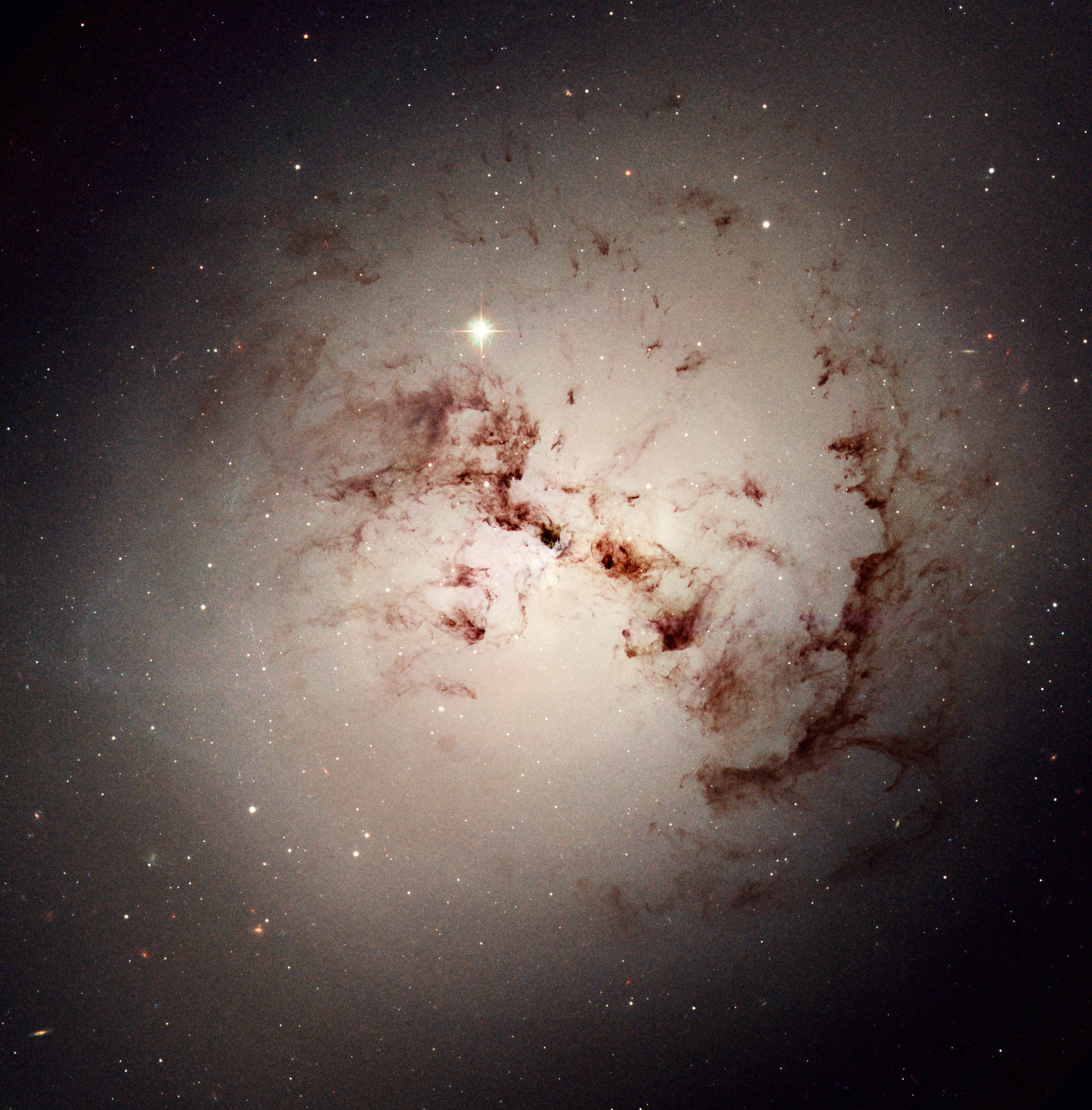
Imagen del telescopio Hubble de la galaxia Fornax A

El cúmulo de χ1 Fornacis, también llamado Alessi 13, es uno de los cúmulos abiertos más próximos al sistema solar, pues se localiza a solo 365 años luz. Tiene una edad aproximada de 500 millones de años y su principal estrella es χ1 Fornacis, una subgigante blanca de tipo A1IV 31 veces más lumninosa que el Sol.
NGC 1360 es una nebulosa planetaria elíptica en Fornax. Su estrella central es un sistema binario compuesto por una estrella de tipo O de baja masa y una enana blanca. De acuerdo a la paralaje medida por el observatorio espacial GAIA, se encuentra a 1280 años luz de la Tierra.
En esta constelación se localiza el cúmulo de Fornax, cúmulo de galaxias distante 62 millones de años luz de la Vía Láctea. Es el segundo cúmulo de galaxias más rico que existe en un radio de cien millones de años luz alrededor del Grupo Local, tras el cúmulo de Virgo. Su galaxia más prominente es NGC 1316, galaxia lenticular e importante radiofuente.
Parece estar interactuando con NGC 1317, una pequeña galaxia espiral al norte; sin embargo, esa pequeña galaxia no parece ser lo suficientemente grande como para causar las distorsiones que se observan en la estructura de NGC 1316.
Otra galaxia visible en Fornax, NGC 1097, es una galaxia espiral barrada y galaxia Seyfert que está a una distancia aproximada de 45 millones de años luz de la Tierra, por lo que no forma parte del cúmulo de Fornax. Contiene más de 300 regiones de formación estelar distribuidas a lo largo de un anillo de polvo y gas.
Mucho más próxima a nosotros, la enana de Fornax es una galaxia enana esferoidal satélite de la Vía Láctea que contiene principalmente estrellas de población II. Alberga seis cúmulos globulares, siendo el más prominente NGC 1049, el cual fue descubierto antes que la propia galaxia.

## Estrellas

### Estrellas principales

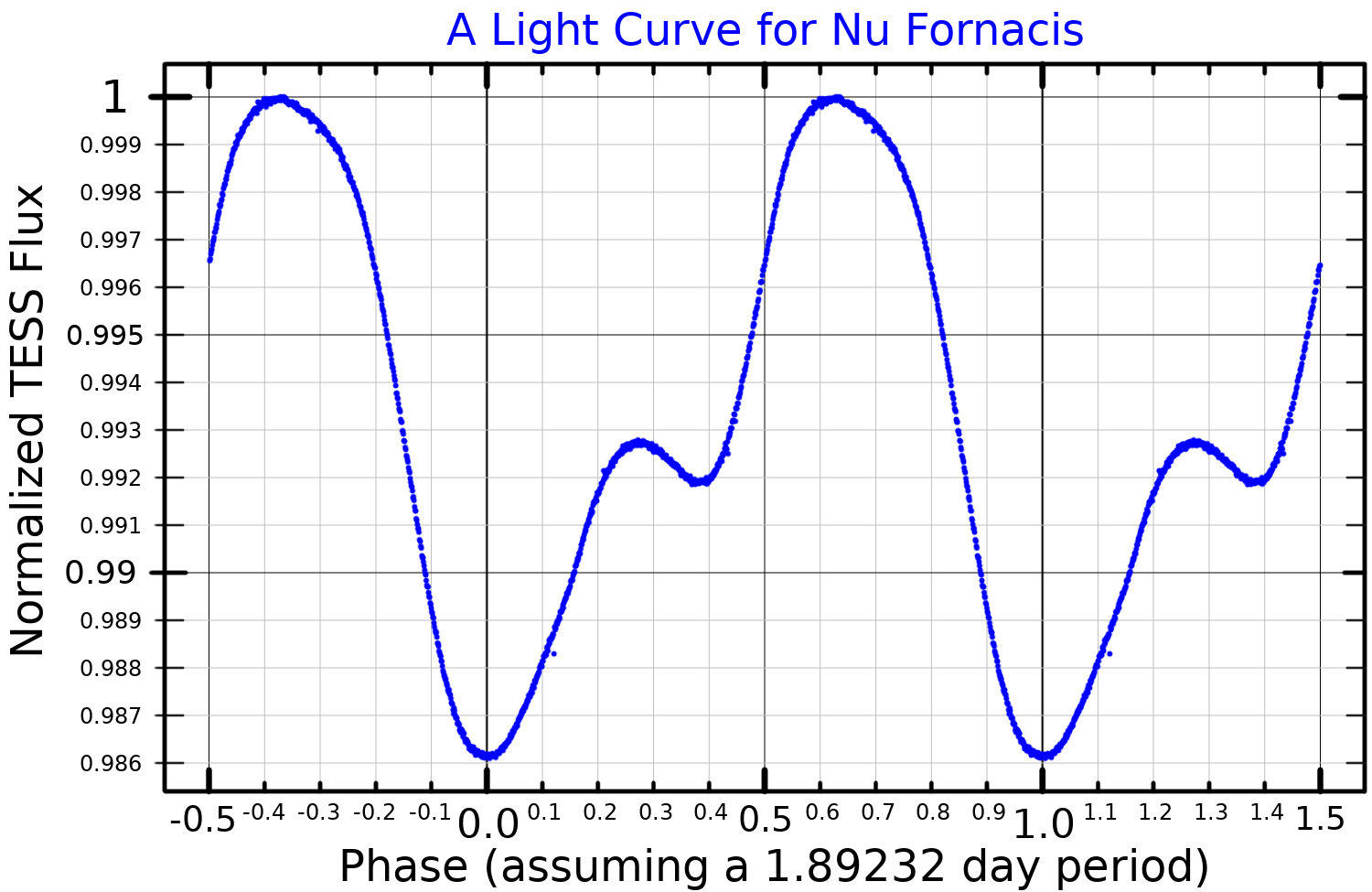
Curva de luz de ν Fornacis, variable Alfa2 Canum Venaticorum (datos de TESS)

- α Fornacis (Fornacis), la estrella más brillante de la constelación con magnitud 3,80; una estrella binaria cuyas componentes están separadas 4 segundos de arco.
- β Fornacis, gigante amarilla la cual, con magnitud 4,46, es la segunda estrella más brillante de Fornax.
- ε Fornacis, subgigante antigua con una edad superior a 10 000 millones de años.
- ζ Fornacis, estrella blanco-amarilla acompañada por una enana roja; su magnitud aparente es 5,70.
- ι2 Fornacis, estrella blanco-amarilla de la secuencia principal de magnitud 5,85.
- κ Fornacis, análogo solar de magnitud 5,19.
- ν Fornacis, variable Alfa2 Canum Venaticorum de magnitud media +4,68, la tercera estrella más brillante de Fornax.
- π Fornacis, gigante amarilla de magnitud 5,35.
- ρ Fornacis, de magnitud 5,54, es también una gigante amarilla.
- ψ Fornacis, subgigante blanco-amarilla de magnitud 5,94.
- χ1 Fornacis, estrella blanca de magnitud 6,40. Es la estrella principal del cúmulo abierto que lleva su nombre.
- ω Fornacis, estrella doble cuyas componentes tienen magnitud 4,96 y 7,88.
- HD 14412 (HR 683), enana amarilla distante 41 años luz.
- UX Fornacis, variable RS Canum Venaticorum cuya componente principal es una enana amarilla.
- AE Fornacis, binaria eclipsante compuesta por dos enanas naranjas casi idénticas.
- Gliese 91, enana roja a 40,9 años luz.
- LHS 1402 (WD 0222-291), enana blanca antigua que puede proceder del viejo halo galáctico.

### Otras estrellas condesignación Bayer
- γ1 For 6,14; γ2 For 5,39; δ For 4,99; η1 For 6,51; η2 For 5,92; η3 For 5,48; ι1 For 5,74; λ1 For 5,91; μ For 5,27; σ For 5,91; τ For 6,01; χ2 For 5,71; χ3 For 6,49; φ For 5,13

### Estrellas conplanetas extrasolares
- λ2 Fornacis, enana amarilla de magnitud 5,78 con un planeta extrasolar.
- HD 20868, estrella de magnitud 9,92 con un planeta gigante cuya órbita es una de las más excéntricas entre los planetas conocidos.

## Objetos de cielo profundo

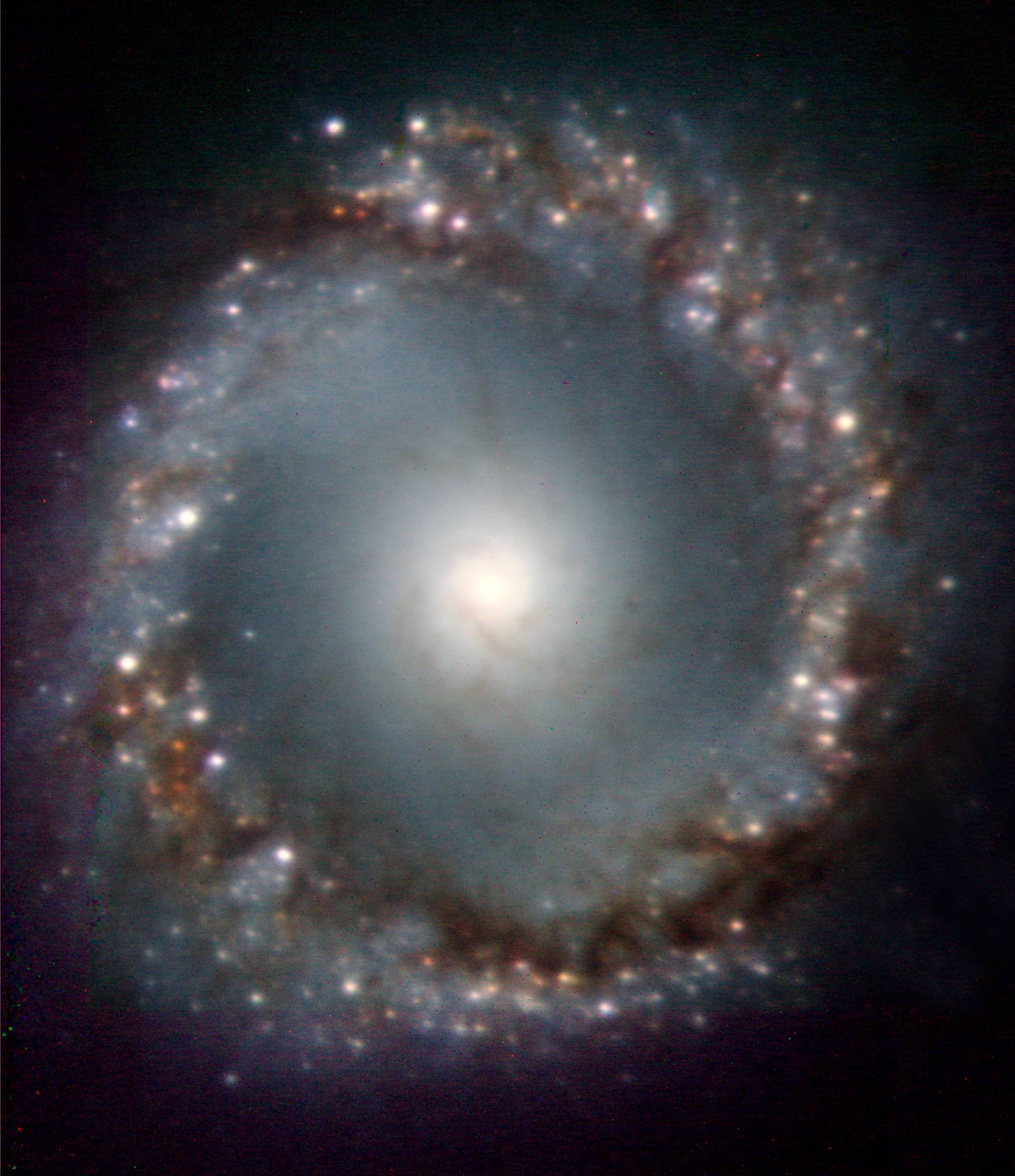
Imagen de la región central de NGC 1097. Créditos: ESO.

- Nebulosa planetaria NGC 1360, en cuyo centro hay un sistema binario.
- Cúmulo de Fornax, cúmulo de galaxias de menor tamaño que el cúmulo de Virgo, a unos 66 millones de años luz de la Tierra.
- Galaxia espiral NGC 1097, descubierta por William Herschel el 9 de octubre de 1790. No forma parte del Cúmulo de Fornax, y está interactuando con la galaxia vecina NGC 1097A.[26]
- NGC 1350, NGC 1365 y NGC 1398, también galaxias espirales. NGC 1365 es también conocida como la Gran Galaxia Espiral Barrada porque su estructura y forma parecen perfectas; es una de las galaxias espirales barradas más estudiadas y una de las más conocidas.
- NGC 1316 (Fornax A), galaxia lenticular y radiogalaxia. El estudio de cúmulos estelares de estrellas rojas en esta galaxia ha permitido concluir que una gran colisión entre dos galaxias espirales hace unos miles de millones de años dio la forma actual a esta galaxia.[27]
- Galaxia Enana de Fornax, pequeña galaxia que forma parte del Grupo Local y que contiene el cúmulo globular NGC 1049.
- Galaxia UDFj-39546284, la más distante y antigua conocida en el momento de su descubrimiento (26 de enero de 2011).

## Mitología
Fornax, en la mitología romana, fue la diosa del pan y de la cocción, aunque esto no tiene nada que ver con la constelación (fornax es solo la palabra romana para horno), dado que esta fue nombrada así en 1763.